# La Passante du Sans-Souci
La Passante du Sans-Souci is een Franse film uit 1982. De film is een oorlogsdrama en werd geregisseerd door Jacques Rouffio. Het scenario werd door Jacques Kirsner geschreven op basis van het gelijknamige boek door Joseph Kessel uit 1936. De hoofdrollen worden vertolkt door Romy Schneider en Michel Piccoli.

## Synopsis
Tijdens een interview schiet Max Baumstein, de voorzitter van een humanitaire organisatie, in koelen bloede de ambassadeur van Paraguay dood. Tijdens het proces leert zijn vrouw Lina de geschiedenis van haar man kennen. Een lange flashback laat zien waarom Max zoveel jaar later tot die moord is overgegaan. In 1933 werd hij als twaalfjarig joods jongetje in Duitsland door het echtpaar Elsa en Michel Wiener geadopteerd nadat zijn vader door de SA was vermoord. Hij vluchtte met zijn stiefmoeder naar Frankrijk, maar zijn stiefvader kwam in Duitsland in een concentratiekamp terecht.

## Rolverdeling
| Acteur              | Personage                            |
| ------------------- | ------------------------------------ |
| Romy Schneider      | Elsa Wiener / Lina Baumstein         |
| Michel Piccoli      | Max Baumstein                        |
| Wendelin Werner     | jonge Max                            |
| Helmut Griem        | Michel Wiener                        |
| Dominique Labourier | Charlotte Maupas                     |
| Gérard Klein        | Maurice Bouillard                    |
| Mathieu Carrière    | Ruppert von Leggaert / Federico Logo |
| Jacques Martin      | Marcel, de cabaretuitbater           |
| Marcel Bozonnet     | Mercier                              |
| Christiane Cohend]  | Helene Nolin                         |
| Pierre Michaël      | Me Jouffroy                          |
| Véronique Silver    | Voorzitster rechtbank                |
| Maria Schell        | Anna Helwig                          |
| Raymond Aquilon     |                                      |
| Béatrice Avoine     |                                      |
| Martine de Breteuil | Filharmonisch hoogleraar             |
| Arnaud Carbonnier   |                                      |
| Patricia Cartier    |                                      |
| André Chaumeau      |                                      |
| Alain MacMoy        |                                      |
| Stephan Meldegg     |                                      |
| Jacques Nolot       |                                      |
| Pierre Pernet       |                                      |
| Jean Reno           | Antisemiet                           |
| Isabelle Sadoyan    |                                      |

## Trivia
- La Passante du Sans-Souci was de laatste film waarin Romy Schneider acteerde. Ze vertolkte er twee verschillende rollen in: als Lina, de vrouw van Max, was ze eerder passief, aan Elsa Wiener gaf ze heel veel slagkracht.
- In de film komt een scène voor waarin de kleine Max tijdens een diner viool speelt. Het personage van Romy Schneider raakt hier hevig door geëmotioneerd, evenals Romy zelf. De jonge acteur deed haar denken aan haar zoon David die kort tevoren was gestorven.

## Prijzen
- De film kreeg in 1983 vier nominaties voor de Césars, onder meer voor Romy Schneider in de categorie van de beste actrice en voor Gérard Klein in de categorie van de beste acteur in een bijrol. De film behaalde er een, de César voor het beste geluid.